# Victor Albert Stephens
Pour les articles homonymes, voir Stephens.
Victor Albert Stephens (né en 1931) est un homme politique canadien de la Colombie-Britannique. Il est député provincial progressiste-conservateur dans la circonscription britanno-colombienne de Oak Bay d'une élection partielle en 1978 à 1979.
Seul député conservateur siégeant à l'Assemblée législative de la Colombie-Britannique, il remplace Wallace, également député sortant, à la chefferie entre octobre 1977 et novembre 1980.